# Amanda Peet
Amanda Peet (Nueva York, 11 de enero de 1972) es una actriz de cine y televisión estadounidense. Comenzó su carrera como actriz con pequeños papeles en televisión e hizo su debut cinematográfico en Animal Room (1995). Su papel destacado en la comedia Falsas apariencias (2000) le trajo un reconocimiento más amplio, y desde entonces ha aparecido en una variedad de películas, incluyendo Something's Gotta Give (2003), Identity (2003), Syriana (2005), The X-Files: I Want to Believe (2008), 2012 (2009) y The Way, Way Back (2013).
En televisión, ha protagonizado Jack & Jill (1999–2001), Togetherness (2015–2016) y Brockmire (2016–presente). También interpretó a Betty Broderick en la segunda temporada de Dirty John (2020).

## Biografía
Amanda nació en Nueva York, sus padres: Charles Peet, un abogado, y Penny Levy, una trabajadora social; ambos divorciados. Su padre es cuáquero y su madre judía. Se graduó en la Universidad de Columbia en la carrera Historia. Fue entonces cuando acudió a los talleres de Uta Hagen y decidió ser actriz. Durante los 4 años que duraron las clases, apareció en la obra de Clifford Odets Awake and Sing!.

## Carrera profesional
La primera aparición de Peet en la televisión fue en un anuncio para la marca Skittles. Entre sus primeros trabajos destaca un papel en la serie Law & Order. Debutó en el cine con Animal Room (1995). Entonces su carrera se basaba en películas de cine independiente.
Su primer papel importante fue el de Jack en la serie Jack & Jill (1999), que duró 2 temporadas. También apareció en la octava temporada de Seinfeld, donde interpretaba a una camarera del local donde actuaba Seinfeld. El primer papel en una película publicitada fue en 1999, con The Whole Nine Yards. Ese año fue elegida una de las 50 mujeres más bellas por la revista People. Amanda apareció también en la película Tres idiotas y una bruja (2001) con Jack Black y Steve Zahn. También apareció en Something's Gotta Give (2003), donde interpretaba a la hija de Diane Keaton y amante de Jack Nicholson.
En 2005, Peet apareció en la obra teatral This how it goes, en la que consiguió un papel que disputaba con Marisa Tomei. Ese mismo año apareció en los filmes Syriana, con su marido en la ficción Matt Damon, y Muy parecido al amor, con Ashton Kutcher. En febrero de 2006 actuó en Broadway en la obra Barefoot in the Park, de Neil Simon. Peet fue miembro del reparto de la serie Studio 60 on the Sunset Strip, donde coincidió con Matthew Perry, a quien conoció en The Whole Nine Yards y The Whole Ten Yards; y también con Sarah Paulson, a quien conocía de Jack & Jill. En la serie, Amanda es la nueva presidenta de la NBS. En 2006 también participó con Dermot Mulroney en Griffin and Phoenix, donde interpretó a una paciente terminal que vive sus últimos días al límite. En 2007 rodó The Ex, con Zach Braff, dando vida a una abogada que se queda en casa para cuidar de su hijo. Después protagonizaría junto a Hillary Duff, Amanda Seyfried y Amber Tamblyn la película Safety Glass, que trata sobre el transbordador espacial Challenger; el rodaje comenzaría ese otoño.
En 2008 actuó en el papel de la agente del FBI Dakota Whitney en la película The X-Files: I Want to Believe y en 2009 en la película 2012.
En 2012 y 2013, personificó el papel de Laura Hellinger en 7 capítulos de la serie de la CBS The Good Wife. También apareció en la serie How I Met Your Mother interpretando a Jenkins, una compañera de Marshall en el episodio 13 de la quinta temporada.
Peet interpretó a Betty Broderick en la segunda temporada de la serie de televisión Dirty John, la que fue estrenada en 2020 a través de la cadena USA Network.
En 2021 se desempeñó como guionista y productora de las serie La directora.

## Vida privada
Amanda se casó con el guionista David Benioff, cocreador de la serie de televisión Juego de Tronos, el 30 de septiembre de 2006. Tuvo dos hijas con él; Frances Pen "Frankie", nacida el 20 de febrero de 2007, y Molly June, nacida el 19 de abril de 2010. La familia vive entre Manhattan y Beverly Hills. Peet fue dama de honor en la boda de Lauren Holly con Francis Greco en 2001.

## Filmografía

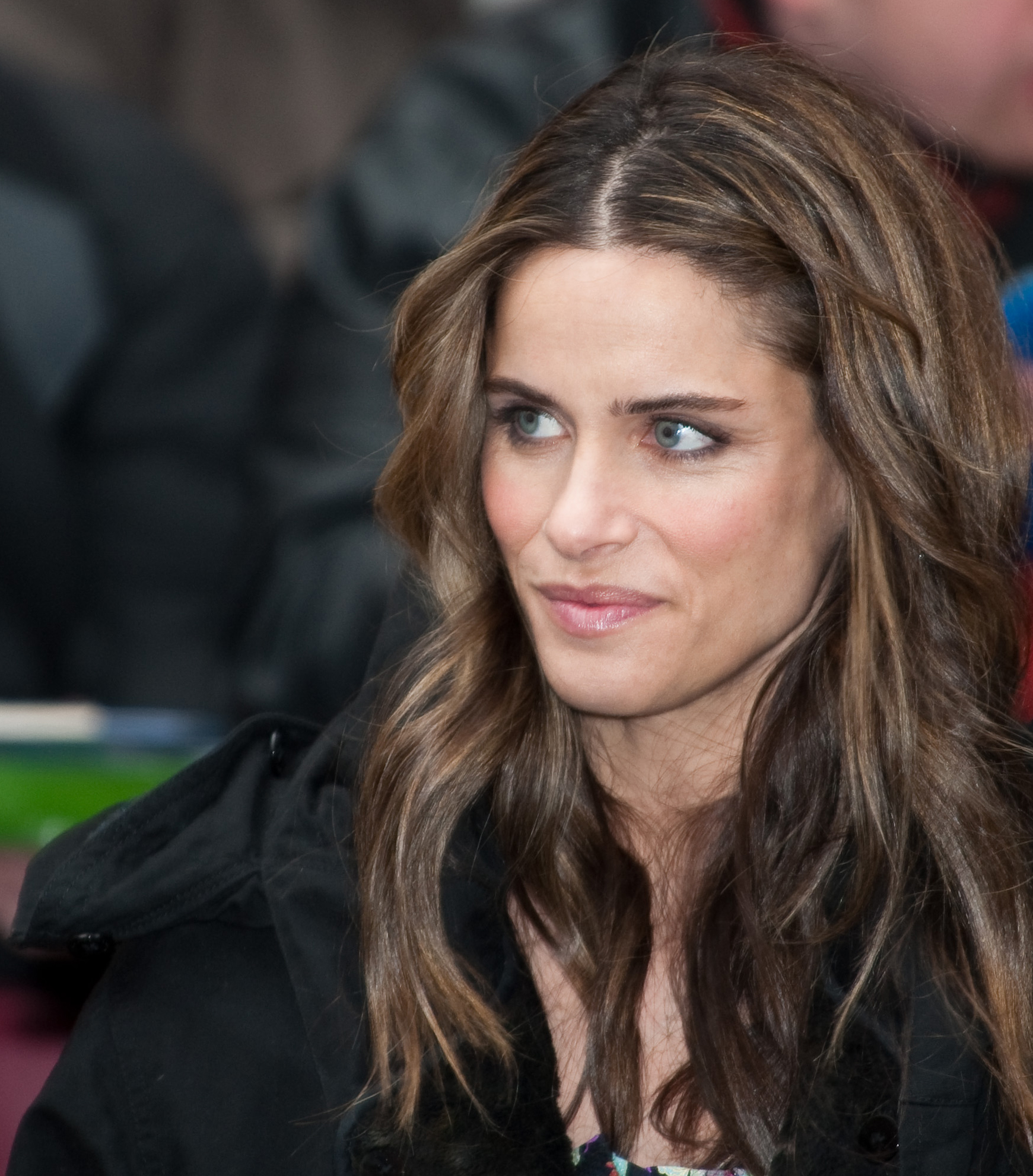
Amanda Peet en 2010

| Año  | Película                       | Papel                 | Notas        |
| ---- | ------------------------------ | --------------------- | ------------ |
| 1995 | Animal Room                    | Debbie                |              |
| 1996 | One Fine Day                   | Celia                 |              |
| 1996 | Winterlude                     |                       | Cortometraje |
| 1996 | She's the One                  | Molly                 |              |
| 1996 | Virginity                      |                       | Cortometraje |
| 1997 | Touch Me                       | Bridgette             |              |
| 1997 | Grind                          | Patty                 |              |
| 1997 | Sax and Violins                |                       |              |
| 1997 | Seinfeld                       | Lanette               | Serie T8 C22 |
| 1998 | Jugando con el corazón         | Amber                 |              |
| 1998 | Southie                        | Marianne Silva        |              |
| 1998 | Origin of the Species          | Julia                 |              |
| 1999 | Body Shots                     | Jane Bannister        |              |
| 1999 | Two Ninas                      | Nina Harris           |              |
| 1999 | Jump                           | Lisa                  |              |
| 1999 | Simply Irresistible            | Chris                 |              |
| 2000 | Whipped                        | Mia                   |              |
| 2000 | Falsas apariencias             | Jill                  |              |
| 2000 | Isn't She Great                | Debbie                |              |
| 2000 | Hackers 2: Operación Takedown  | Karen                 |              |
| 2001 | Saving Silverman               | Judith Fessbeggler    |              |
| 2002 | Igby Goes Down                 | Rachel                |              |
| 2002 | Al límite de la verdad         | Cynthia Delano Banek  |              |
| 2002 | High Crimes                    | Jackie                |              |
| 2003 | Something's Gotta Give         | Marin                 |              |
| 2003 | Identidad                      | Paris                 |              |
| 2004 | Melinda y Melinda              | Susan                 |              |
| 2004 | Más falsas apariencias         | Jill                  |              |
| 2005 | Syriana                        | Julia Woodman         |              |
| 2005 | A Lot Like Love                | Emily Friehl          |              |
| 2006 | Griffin and Phoenix            | Sarah Phoenix         |              |
| 2007 | The Ex                         | Sofia Kowalski        |              |
| 2007 | Martian Child                  | Harlee                |              |
| 2007 | Battle for Terra               | Maria Montez          |              |
| 2008 | Five Dollars a Day             | Maggie                |              |
| 2008 | The X-Files: I Want to Believe | Agente Dakota Whitney |              |
| 2009 | 2012                           | Kate de Curtis        |              |
| 2010 | Los viajes de Gulliver         | Darcy                 |              |
| 2010 | Please Give                    | Mary                  |              |
| 2013 | The Way, Way Back              | Joan                  |              |
| 2013 | Identity Thief                 | Trish Patterson       |              |
| 2013 | Trust Me                       | Marcy                 |              |
| 2015 | Sleeping With Other People     | Paula                 |              |